# Фердинанд Хайм
Фердинанд Хайм (на немски: Ferdinand Heim) е немски офицер, служил през Първата и Втората световна война.

## Биография

### Ранен живот и Първа световна война (1914 – 1918)
Фердинанд Хайм е роден на 27 февруари 1895 г. в Ройтлинген, Германска империя. През 1914 г. се присъединява към армията като офицерски кадет от корпусни подразделения. Участва в Първа световна война като кавалерийски офицер от 13-и вюртембергски корпус.

### Междувоенен период
След нея се присъединява към Райхсвера, където служи в по-малък корпус. През 1938 г. се издига до чин полковник.

#### Втора световна война (1939 – 1945)
До 3 септември 1940 г. заема постове в ген-щаб на 6-а армия под командването на ген. Валтер фон Райхенау. Две години след това, на 1 юли, поема командването на 14-а танкова дивизия, която води при пробивите при Ростов и Харков.

##### Сталинград (1942)
От ноември 1942 г. е командир на 48-и танкова корпус, тогава част от 6-а армия. Поемайки това назначение той се заема с първата си задача и тя е да подсили румънските дивизии в района на 6-а армия. За жалост поради куп издънки това не се случва и армията на ген. фон Паулус е обкръжена.
Сега следващата му задача е да поеме към Калач на Дон и р. Дон, в отчаян опит за подпомагане на 6-а армия в освобождаване. Поради лошото време, обаче дивизиите на Хайм и румънските зле-оборудвани за зимни условия танкови дивизии не успяват да направят много срещу страхотната съветска атака, обхващаща почти целия ляв фланг на 6-а армия. След провала, ген. Хайм е снет от командването на корпуса, арестуван е и е поставен в строг тъмничен затвор в Моабит. Освободен е три месеца по-късно за лечение в Улъмнската болница.
В следвоенното си интервю той твърди, че единственият иск за арестуването му е направен от нацисткия диктатор, няма обвинителен акт, присъда или обяснение. Дори цитира:
| „ | Германската армия и групата командири бяха твърде ценни, така че единственият останал човек бе корпусен командир и този човек като че ли бях аз. | “ |

Това е така, защото Хитлер не желал да хвърли вината върху румънските части за лошото оборудване на войските им, затова прехвърлил вината на своите командири.
По-късно през май на същата година дори е информиран, че уволнението му е отменено и че е класифициран като пенсионер. От август, обаче отново е командир, този път на немските сили в крепостта „Булон сюр Мер“, за защитата на последния си пост. Според инструкциите на Висшето командване (OKW) за много кратко време той трябва да подготви частите си за последна отбрана, което в действителност било доста трудно тъй като частите били почти разгромени. Въпреки това гарнизона издържа до последно на тежки бомбардировки и пълномащабно нападения до пленяването си от канадската 3-та пехотна дивизия, (23 септември 1944) г.

#### Пленяване и смърт
След пленяване генерала е изпратен в серия от лагери, като военнопленник. През 1948 г. е освободен и репатриран обратно в Германия.
Умира през 1977 г. в градчето Улм,

## Военна декорация
| - Орден „Кръст на честта“ (1934) - Германска „Значка за раняване“ (1942) – сребърна (?) - Германски орден „Железен кръст“ (1914) – II (?) и I степен (?) - Германско отличие „За зимна кампания на изтока 1941/42 г.“ (?) | - Сребърна пластинка към ордена Железен кръст (1939) – II (?) и I степен (?) - Рицарски кръст (1942) - Орден „Германски кръст“ (?) – златен (?) |